# Bieszczadybjergene
Bieszczadybjergene [bʲɛˈʂt͡ʂadɨ] (polsk: Bieszczady; slovakisk: Beščady; ukrainsk: Бещади; ungarsk: Besszádok) er en bjergkæde, der løber fra det yderste sydøstlige Polen og nordøstlige Slovakiet til det vestlige Ukraine. Det danner den vestlige del af de østlige Beskider (polsk: Beskidy Wschodnie; ukrainsk: Східні Бескиди), og er mere generelt en del af de ydre østlige Karpater. Bjergkæden ligger mellem Łupków-passet (640 m) og Vyshkovskyi-passet (933 m). Den højeste top af Bieszczady er bjerget Pikui (1.405 m) i Ukraine. Den højeste top af den polske del er Tarnica (1.346 m).